# Neil McAdam
Neil Bernard McAdam (* 30. Juli 1957 in East Kilbride) ist ein ehemaliger schottischer Fußballspieler. Der Torhüter absolvierte in der Saison 1982/83 zwei Partien für Port Vale in der Football League Fourth Division.

## Karriere
McAdam kam im August 1982 von Northwich Victoria aus der Alliance Premier League in die Football League Fourth Division zu Port Vale. Dort gab er am 28. Dezember 1982 bei einem 1:0-Sieg gegen Torquay United sein Football-League-Debüt. Hinter Stammtorhüter Barry Siddall und dem im Januar und Februar 1983 vom Erstligisten FC Everton ausgeliehenen Neville Southall kam McAdam bis Saisonende nur noch zu einem weiteren Einsatz. Nach dem Aufstieg von Port Vale in die Third Division erhielt McAdam im Mai 1983 die Freigabe und setzte seine Laufbahn im Non-League football in der Northern Premier League bei den walisischen Vereinen Oswestry Town und Caernarfon Town fort.